# Porosz birodalmi tallér
A porosz birodalmi tallér (németül: preußischer Reichstaler, 1901 előtt -thaler, lásd: német helyesírás) egy porosz ezüstpénz neve, melyet a Graumann-pénzláb 1750-es poroszországi bevezetése után vertek 14-talléros pénzláb szerint, azaz egy kölni márka (233,856 gramm) színezüstből 14 birodalmi tallért vertek, így egy tallér színezüsttartalma 16,704 gramm volt. A birodalmi tallér mintegy 100 évig szolgált Poroszország pénzegységeként, csak a hétéves háború idejére függesztették fel a Graumann-pénzláb hatályát. A porosz birodalmi tallér szolgált a Német Vámunióban bevezetett egyleti tallér alapjául.